# Juan David Cabal
Juan David Cabal (ur. 8 stycznia 2001 w Cali) – kolumbijski piłkarz występujący na pozycji obrońcy w Juventusie.

## Kariera klubowa
Wychowanek klubu Atlético Nacional, w barwach którego w 2019 rozpoczął karierę piłkarską. 20 sierpnia 2022 przeniósł się do Europy, gdzie został piłkarzem włoskiego klubu Hellas Verona. 18 lipca 2024 podpisał 5-letni kontrakt z Juventusem.

## Kariera reprezentacyjna
W reprezentacji Kolumbii zadebiutował 10 września 2024 w wygranym 2:1 meczu kwalifikacyjnym do MŚ-2026 z Argentyną. Wcześniej bronił barw juniorskiej reprezentacji.

## Sukcesy

### Sukcesy klubowe
Atlético Nacional
- zdobywca Copa Colombia: 2021